# Sant Alís
Sant Alís, també anomenat Penya de Sant Alís és el pic més alt del Montsec d'Ares a 1.675 m d'altitud. Es troba al límit de les comarques de la Noguera i el Pallars Jussà, entre els termes municipals d'Àger i Sant Esteve de la Sarga.
Vèrtex geodèsic (referència 255095001), ofereix una visió àmplia: des del Montseny, Montserrat, Montcaro, Serra de Prades, Serra de Montsant, el Moncayo, Serra de Guara i pràcticament tots els Pirineus, des dels navarresos fins als gironins.
Aquest cim està inclòs al llistat dels 100 cims de la FEEC.
A la part més prominent hi ha una antiga rampa d'obra per practicar el parapent, actualment en desús perquè és poc segura. A uns 100 m de desnivell i a l'esquerra, mirant a la Noguera, hi ha la sortida actual. El desnivell fins al poble d'Àger és de 1.050 m. Les pràctiques de parapent es fan sempre cap al costat sud, de la Noguera.